# Ceophyllus monilis
Ceophyllus monilis (лат.) — вид жуков-ощупников, единственный в составе рода Ceophyllus из семейства стафилинид. Мирмекофилы.

## Распространение
Северная Америка: Канада и США.. Канада: провинции Онтарио и Манитоба. США: штаты Висконсин, Иллинойс, Индиана, Массачусетс, Северная Каролина, Алабама, Теннесси, Кентукки, Миссури.

## Описание
Мирмекофилы, ассоциированные с муравьями Lasius. Мелкие красноватые или коричневатые жуки. Характерно отсутствие булавы усиков и расширенный и листовидный третий максиллярный членик. Лапки с двумя коготками. Род был впервые выделен в 1849 году крупным американским энтомологом Джоном Леконтом (1825—1883) на основании единственного вида Ceophyllus monilis LeConte, 1849 из США. Таксон Ceophyllus включают в подтрибу Tyrina трибы Tyrini или выделяют в монотипическую трибу Ceophyllini в составе надтрибы Pselaphitae.